# Ophiactis lorioli
Ophiactis lorioli är en ormstjärneart som beskrevs av Jean Baptiste François René Koehler 1897. Ophiactis lorioli ingår i släktet Ophiactis, och familjen bandormstjärnor. Inga underarter finns listade.